# Нойнкирхен-ам-Поцберг
Нойнкирхен-ам-Поцберг (нем. Neunkirchen am Potzberg) — община в Германии, в земле Рейнланд-Пфальц. 
Входит в состав района Кузель. Подчиняется управлению Альтенглан.  Население составляет 433 человека (на 31 декабря 2010 года). Занимает площадь 5,01 км².